# Final Justice
Pour plus de détails, voir Fiche technique et Distribution.
Final Justice est un film américano-italien réalisé par Greydon Clark, sorti en 1985. Le film est considéré comme un des plus mauvais films de l'histoire selon le classement IMDb Bottom 100.

## Fiche technique
- Titre : Final Justice
- Réalisation : Greydon Clark
- Scénario : Greydon Clark
- Pays d'origine :  États-Unis |  Italie
- Genre : Film d'action
- Date de sortie : 1985

## Distribution
- Joe Don Baker : Sheriff Thomas Jefferson Geronimo III
- Rossano Brazzi : Don Lamanna
- Venantino Venantini : Joseph Palermo
- Helena Dalli : Maria
- Patrizia Pellegrino : Gina
- Bill McKinney : Chef Wilson
- Greydon Clark : Sheriff Bob